# 前田亨
前田 亨（まえだ とおる、旧名：享。1950年12月16日 - ）は、熊本県出身のプロ野球審判・元プロ野球選手。

## 来歴・人物
熊本工では2年生の時、控え捕手として1967年の春の選抜に出場。山下忠信（鷺宮製作所）、松本正幸（巨人）の好投もあり準々決勝に進むが、この大会に準優勝した高知高の三本隆（日本石油）に完封を喫する。他のチームメートに中堅手の内田照文がいた。翌1968年夏は松本とバッテリーを組み、県予選準決勝に進むが、鎮西高に延長12回敗退、甲子園には届かなかった。
卒業後は日本通運浦和に入社。1973年の都市対抗では、準々決勝で大昭和製紙北海道の中山俊之から逆転3点本塁打を放つなど活躍するが、準決勝で日産自動車に9回サヨナラ負け。
1973年のドラフト5位で阪急ブレーブスに捕手として入団。中沢伸二らの陰に隠れ、ほとんど出番はなかったが、1980年まで現役をつとめた。同年11月には五番、指名打者として1試合のみ先発出場を果たす。選手としての通算出場記録は2試合に出場して4打数1安打、0本塁打、0打点、打率.250。1981年から二年間二軍のコーチ補佐を務めた。
その後パシフィック・リーグの関西審判部に入局。審判員袖番号は7（1983年以降、7は1977年初採用から1981年まで久喜勲がつけていた番号である。）。オールスター4回（1987年、1991年、2002年、2005年。内1987年第2戦で球審）、日本シリーズ4回（1993年、1995年、1997年、2001年。内訳は第5戦での球審が3回（1993年、1997年、2001年）、第1戦での球審が1回（1995年）。なお前田が出場した4回の日本シリーズはすべてヤクルトスワローズ戦であり、4回ともヤクルトが日本一となっている）出場している。1995年の小林の14球では一塁塁審をしていた。
2005年まで同リーグ審判部主任をつとめていたが、55歳の定年年齢到達に基づき、2006年からは一審判員に戻っている。2008年8月30日に京セラドーム大阪で行われたオリックス・バファローズ対北海道日本ハムファイターズ戦で二塁塁審を務め2000試合出場を達成、10月1日に京セラドーム大阪で行われたオリックス対福岡ソフトバンクホークス戦の三塁塁審を最後に同年限りで退職した。通算出場試合2001試合
。
2008年秋からプロ野球マスターズリーグの審判員を務めた。また、2009年より関西独立リーグの審判員も務めており、同リーグ開幕戦で二塁塁審を務めた。

## 詳細情報

### 年度別打撃成績
| 年 度     | 球 団     | 試 合 | 打 席 | 打 数 | 得 点 | 安 打 | 二 塁 打 | 三 塁 打 | 本 塁 打 | 塁 打 | 打 点 | 盗 塁 | 盗 塁 死 | 犠 打 | 犠 飛 | 四 球 | 敬 遠 | 死 球 | 三 振 | 併 殺 打 | 打 率 | 出 塁 率 | 長 打 率 | O P S |
| --------- | --------- | ----- | ----- | ----- | ----- | ----- | -------- | -------- | -------- | ----- | ----- | ----- | -------- | ----- | ----- | ----- | ----- | ----- | ----- | -------- | ----- | -------- | -------- | ----- |
| 1974      | 阪急      | 1     | 1     | 1     | 0     | 1     | 0        | 0        | 0        | 1     | 0     | 0     | 0        | 0     | 0     | 0     | 0     | 0     | 0     | 0        | 1.000 | 1.000    | 1.000    | 2.000 |
| 1980      | 阪急      | 1     | 3     | 3     | 0     | 0     | 0        | 0        | 0        | 0     | 0     | 0     | 0        | 0     | 0     | 0     | 0     | 0     | 0     | 0        | .000  | .000     | .000     | .000  |
| 通算：2年 | 通算：2年 | 2     | 4     | 4     | 0     | 1     | 0        | 0        | 0        | 1     | 0     | 0     | 0        | 0     | 0     | 0     | 0     | 0     | 0     | 0        | .250  | .250     | .250     | .500  |

### 記録
- 初出場：1974年10月1日、対ロッテオリオンズ後期13回戦（西京極球場）、4回裏に石田芳雄の代打で出場
- 初打席・初安打：同上、4回裏に倉持明から
- 初先発出場：1980年11月8日、対近鉄バファローズ前期13回戦（藤井寺球場）、5番・指名打者で先発出場

### 背番号
- 44 （1974年 - 1980年）
- 76 （1981年 - 1982年）

## 審判出場記録
- 初出場：1984年4月13日、南海対日本ハム1回戦（大阪）、左翼外審。
- 出場試合数：2001試合
- オールスターゲーム出場：4回
- 日本シリーズ出場：4回

（記録は2008年シーズン終了時）